# Santa Cruz (Vinhais)
Santa Cruz é uma povoação portuguesa do Município de Vinhais que foi sede da extinta Freguesia de Santa Cruz, freguesia que tinha 10,48 km² de área e 57 habitantes (2011), e, por isso, uma densidade populacional de 5,4 hab./km².
A partir de 29 de Setembro de 2014, a Freguesia de Santa Cruz foi extinta (agregada) tendo o seu território passado a fazer parte integrante da então criada União de Freguesias de Travanca e Santa Cruz.

## População
| População da Freguesia de Santa Cruz | População da Freguesia de Santa Cruz | População da Freguesia de Santa Cruz | População da Freguesia de Santa Cruz | População da Freguesia de Santa Cruz | População da Freguesia de Santa Cruz | População da Freguesia de Santa Cruz | População da Freguesia de Santa Cruz | População da Freguesia de Santa Cruz | População da Freguesia de Santa Cruz | População da Freguesia de Santa Cruz | População da Freguesia de Santa Cruz | População da Freguesia de Santa Cruz | População da Freguesia de Santa Cruz | População da Freguesia de Santa Cruz |
| ------------------------------------ | ------------------------------------ | ------------------------------------ | ------------------------------------ | ------------------------------------ | ------------------------------------ | ------------------------------------ | ------------------------------------ | ------------------------------------ | ------------------------------------ | ------------------------------------ | ------------------------------------ | ------------------------------------ | ------------------------------------ | ------------------------------------ |
| 1864                                 | 1878                                 | 1890                                 | 1900                                 | 1911                                 | 1920                                 | 1930                                 | 1940                                 | 1950                                 | 1960                                 | 1970                                 | 1981                                 | 1991                                 | 2001                                 | 2011                                 |
| 287                                  | 291                                  | 323                                  | 297                                  | 291                                  | 280                                  | 263                                  | 278                                  | 229                                  | 324                                  | 194                                  | 168                                  | 103                                  | 72                                   | 57                                   |

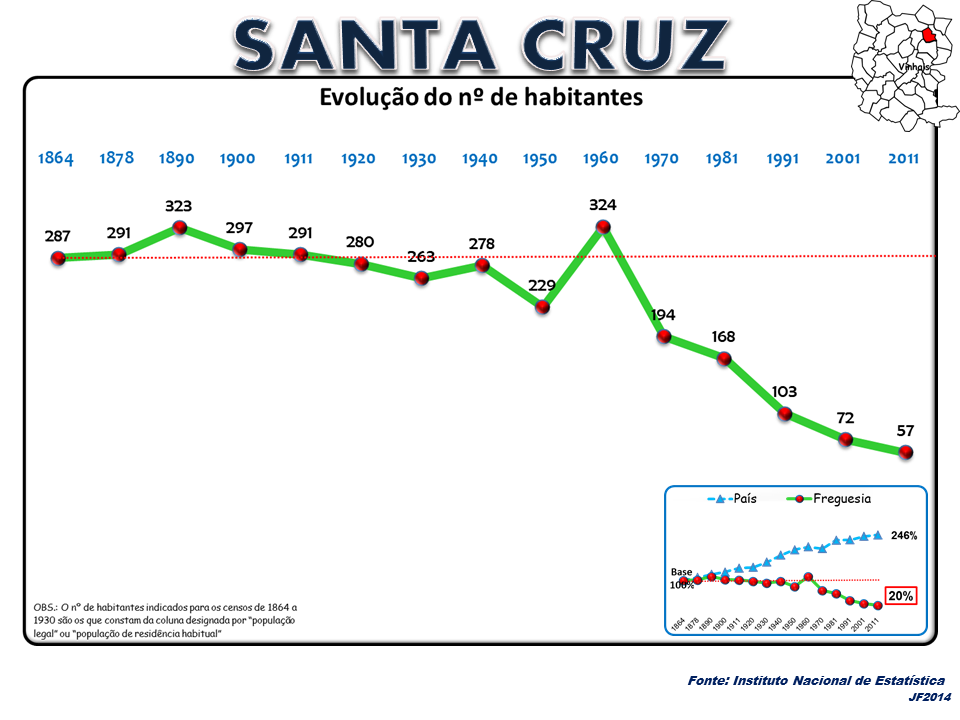
Evolução da População 1864 / 2011
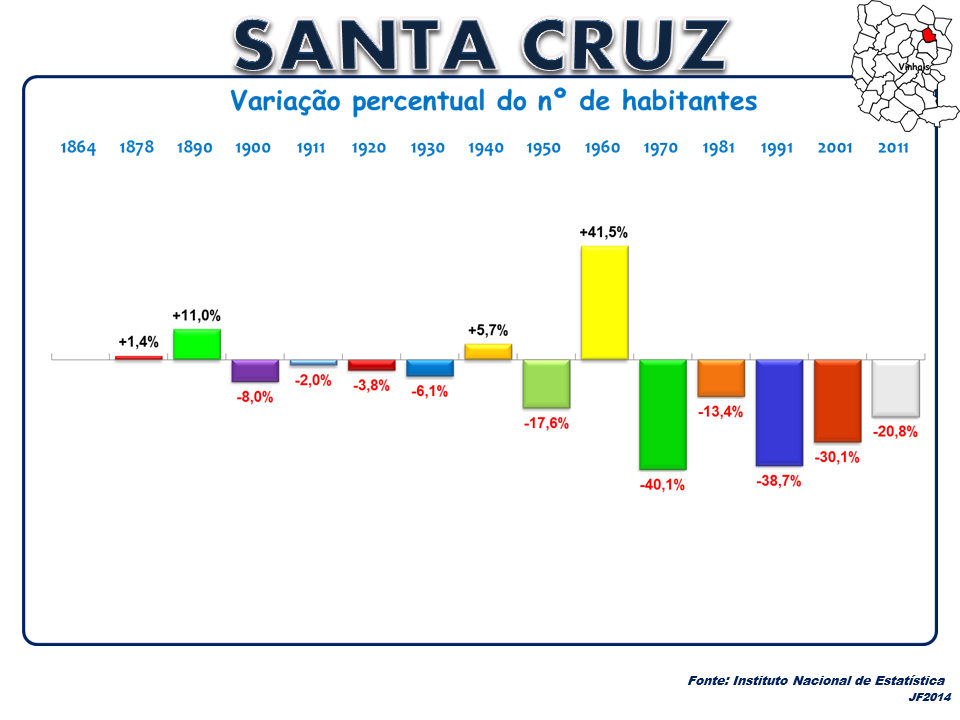
Variação da População 1864 / 2011
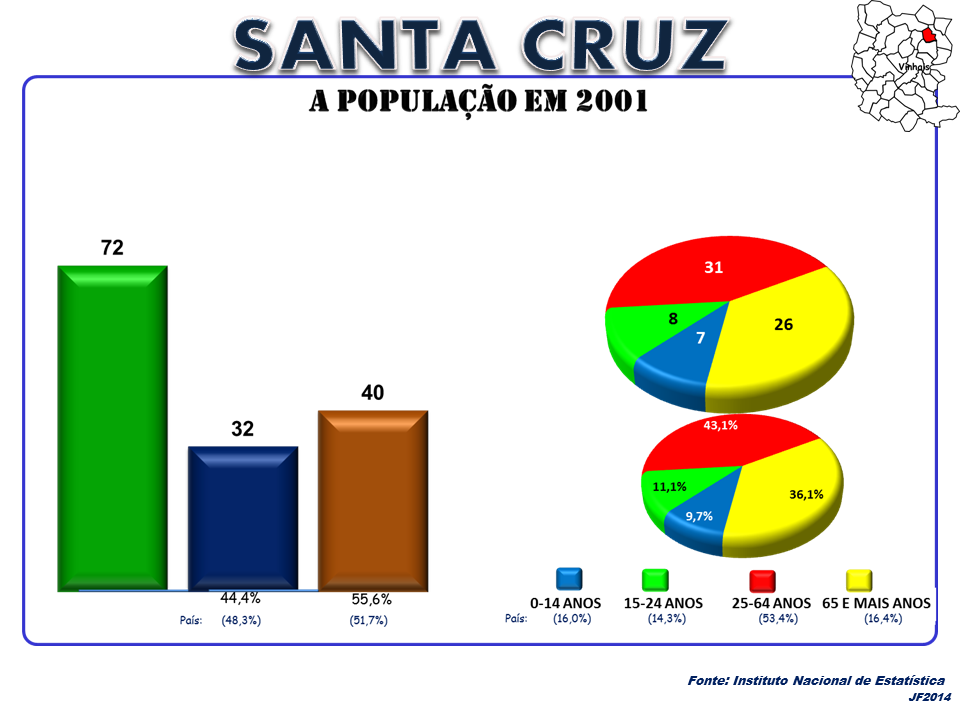
A População em 2001
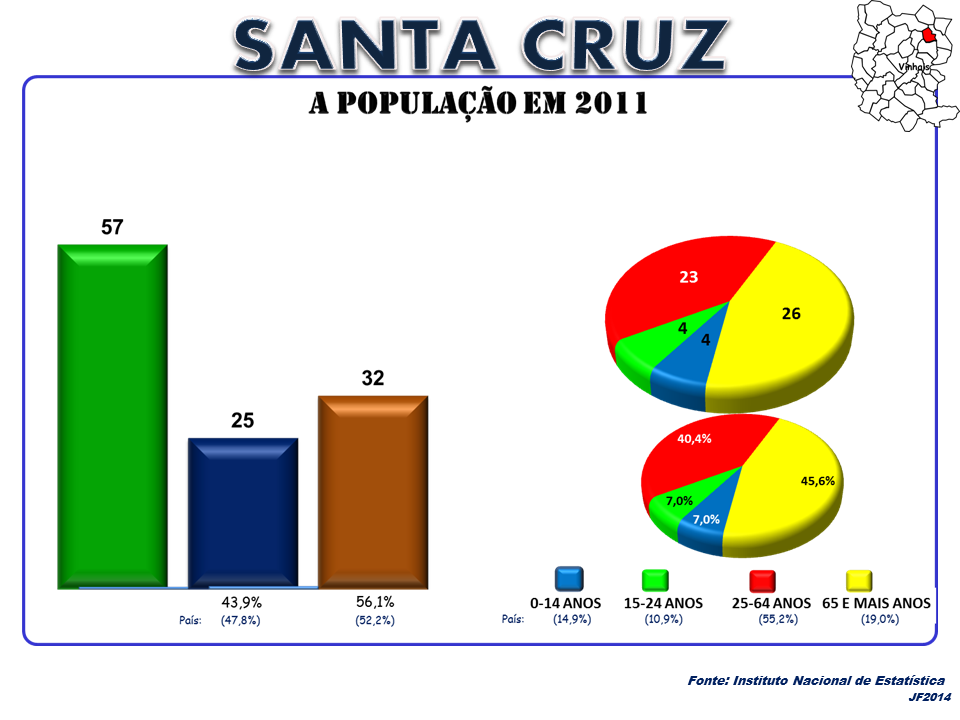
A População em 2011

## Património
- Igreja Paroquial de Santa Cruz.